# Dark Souls II
(Tagline del gioco)
Dark Souls II (ダークソウルII?, Dāku Souru II) è un videogioco di ruolo d'azione dark fantasy sviluppato da FromSoftware, pubblicato da FromSoftware (solo in Giappone) e da Namco Bandai Games. È l'unico capitolo della serie a non essere stato diretto da Hidetaka Miyazaki, il quale ha comunque supervisionato lo sviluppo.
È stato presentato allo Spike Video Game Awards 2012 nel quale venne rivelato che avrebbe avuto una storia differente dal predecessore, una nuova ambientazione e un nuovo protagonista. Il gioco è stato pubblicato per PlayStation 3 e Xbox 360 a marzo 2014, mentre su Microsoft Windows il 25 aprile 2014 in tutto il mondo ad eccezione del Regno Unito, in cui è stato pubblicato il 2 maggio 2014.

## Trama
La storia di Dark Souls II inizia con un essere umano divenuto non morto, destinato a non poter morire e a divenire, un giorno, un essere vuoto, una creatura simile a uno zombie senza ricordi e senza una ragione di vita. A causa di ciò, il protagonista viene soprannominato Portatore della Maledizione. Per spezzare la maledizione, il non morto viaggia fino al regno caduto di Drangleic e viene incaricato dall'Araldo dello Smeraldo di ottenere quattro anime speciali da creature note come gli Antichi, i cui nomi sono ormai stati dimenticati (si tratta in realtà di reincarnazioni di quattro dei personaggi principali del primo capitolo, la Strega di Izalith, Gwyn, Nito e Seath). Una volta ottenute tutte le anime, l'araldo ordina al non morto di "cercare il re" nella capitale. Dopo essersi fatto strada tra i rimasugli della guardia reale, il giocatore incontra la regina Nashandra, la quale rivela che il re ha fallito nel suo compito tempo fa ed è fuggito dal regno; chiede quindi al protagonista di ucciderlo.
Giunto al termine della missione della regina, il giocatore scopre che la caduta del regno è stata causata proprio da Nashandra. Ella sposò il re e lo ingannò, spingendolo a lanciare un attacco oltreoceano nella terra dei Giganti, poiché desiderava le loro anime e il loro potere. Benché l'attacco fosse andato a buon fine, i Giganti lanciarono una controffensiva, invadendo Drangleic e distruggendo il regno. Con il proprio dominio in rovina, il re scoprì il vero obiettivo di Nashandra e si rinchiuse nella cripta per impedire alla regina di raggiungere il Trono del Desiderio.
Per poter affrontare Nashandra, il protagonista raggiunge la fortezza di Aldia, fratello maggiore del re, per ottenere il Cuore della nebbia cinerea, un artefatto che permette di viaggiare nel tempo accedendo ai "ricordi" di entità decedute. Il giocatore entra quindi nel ricordo di un gigante morto e sconfigge il Signore dei Giganti a capo dell'invasione, ottenendone il potere. In un ultimo confronto con l'Araldo dello Smeraldo, questi rivela che Nashandra è nata da un frammento dell'anima di Manus, antagonista principale dell'espansione Artorias of the Abyss del primo capitolo. Chiede quindi al protagonista di uccidere Nashandra e sedersi al Trono del Desiderio.
Nella versione espansa Scholar of the First Sin, la storia viene modificata con l'aggiunta del personaggio di Aldia. Difatti, se il giocatore ha ucciso re Vendrick prima di sconfiggere Nashandra, Aldia lo attacca nel tentativo di metterlo alla prova e fargli comprendere che forse esiste una via al di fuori di luce e oscurità, morte e rinascita. Il giocatore può quindi scegliere se sedersi al trono, proseguendo l'Era del Fuoco, o andarsene, seguendo il proprio percorso al di fuori di luce e oscurità.

### DLC
Con l'aggiunta del primo DLC, Crown of the Sunken King ("Corona del Re Sommerso") il giocatore può accedere ad una nuova area dal portale comparso dopo il Falò Primordiale del Putrido, nella Gola Nera; arriverà quindi a Shulva, un'antica città sotterranea che secoli addietro venne sommersa dal veleno del drago Sinh, venerato come un dio dagli abitanti, a causa di un attacco dei Cavalieri del Sangue di Drago comandati da Sir Yorgh. Qui il Portatore della Maledizione deve farsi strada nella città corrotta e scendere nel Santuario del Drago, affrontando prima i suoi guardiani, poi i Cavalieri di Yorgh e infine Elana, Regina dello Squallore, uno dei frammenti di Manus. Infine, arriverà nell'arena dove riposa il drago, e sconfiggendolo otterrà la Corona del Re Sommerso.
La seconda espansione, Crown of the Old Iron King ("Corona del Vecchio Re di Ferro"), aggiunge la zona della Torre Nebbiosa, accessibile dal portale dopo il Falò Primordiale del Vecchio Re di Ferro, alla fine di Forte Ferreo. Il giocatore scoprirà quindi il passato del Re di Ferro, e affronterà ciò che rimane del suo esercito, arrivando nel fondo della torre, dove si trova Raime, il Cavaliere della Nebbia, ex guardia di Vendrick corrotta da Nadalia, Sposa della Cenere, il frammento di Manus presente in quest'area. Dopo averlo battuto, potrà raccogliere da un idolo di Nadalia la Corona del Vecchio Re di Ferro. 
Il terzo e ultimo DLC, Crown of the Ivory King ("Corona del Re d'Avorio") è ambientato nella città congelata di Eleum Loyce, alla quale si arriva dal portale del Santuario d'Inverno, lo stesso che nel gioco base blocca l'accesso per il Castello di Drangleic. Inizialmente si dovrà combattere contro i soldati congelati del Re d'Avorio, per poi giungere nella Grande Cattedrale e parlare con Alsanna, l'Oracolo Silente, ultimo frammento di Manus rimanente. Qui Alsanna spiegherà al giocatore che il suo re discese negli abissi sotto la cattedrale per fronteggiare il Caos Antico, un frammento dell'antico Caos di Lordran, e ne venne corrotto. Il Portatore della Maledizione dovrà quindi esplorare la parte rimanente della città per trovare i Cavalieri di Loyce, che affronteranno i loro compagni bruciati dal Caos e permetteranno al giocatore di dare pace al Re d'Avorio, secondo la volontà di Alsanna, e per ottenere la sua corona. 
Una volta raccolte tutte e tre le corone, parlando con re Vendrick nei suoi ricordi (accessibili dall'armatura alla fine della Cripta del Non Morto) si ottiene una versione potenziata della Corona del Re, che permette di non subire le conseguenze della Maledizione, e quindi annulla il rischio di diventare vuoti, ciò che sia Vendrick che suo fratello Aldia hanno cercato senza successo per tutta la vita.

## Modalità di gioco

### Dettagli tecnici
Dark Souls II ha meccaniche di gioco molto simili al predecessore; il co-direttore Tomohiro Shibuya ha dichiarato che non ha intenzione di cambiare i comandi. Tra le novità vi sono invece un mondo di gioco leggermente più vasto da esplorare, grafica migliorata grazie al nuovo motore grafico, una gestione più profonda dell'equipaggiamento del giocatore, la possibilità di usare due armi contemporaneamente con una nuova meccanica detta powerstance, un'IA dei nemici più efficace, nuove armi, armature e miglioramenti nel multiplayer online. Il nuovo motore grafico permette dei movimenti più realistici e la fisica è stata migliorata.

### Nuova partita+
È stata inoltre innovata la modalità Nuova partita+: mentre in Dark Souls passare a una Nuova Partita+ significava solo aumentare la forza dei nemici e dei boss, in Dark Souls II viene inoltre aumentato il numero di nemici con l'aggiunta di altri nuovi avversari, molti dei quali in forma di spirito oscuro, e il numero di oggetti recuperabili sia in alcuni bauli che dopo aver sconfitto dei boss. In particolare, sconfiggendo i quattro boss che precludono l'accesso ai falò primordiali, si otterranno, oltre alle loro grandi anime essenziali per proseguire nella storia, le anime dei boss principali del primo Dark Souls sotto nomi fittizi.

### Rinforzo e infusione
Il potenziamento delle armi ha subito un profondo cambiamento. La procedura adesso si divide in due differenti lavorazioni: rinforzo e infusione.

#### Rinforzo
Il rinforzo va ad aumentare l'attacco di base dell'arma e il bonus sulle statistiche che è già presente sull'arma (il rinforzo non crea nuovi bonus). Per gli scudi aumentano tutte le difese e la stabilità mentre per gli abiti ed armature aumenta la difesa fornita. Il rinforzo può essere attuato con aiuto di uno dei tre fabbri presenti nel gioco ed una volta effettuato non può essere annullato. Per poter attuare la procedura bisognerà adoperare la titanite, un minerale molto particolare (e naturalmente bisognerà pagare un certo numero di anime per il servizio). Questo vale per le armi standard e non, mentre per le armi forgiate con le anime dei nemici e le fiamme della piromanzia andrà usato un altro tipo di materiale.

#### Infusione
Le infusioni sono dei potenziamenti particolari che si possono effettuare su armi o scudi. Tale procedimento richiede la manodopera di Manosalda Mcduff, ma solo dopo avergli consegnato il tizzone smorto. Per effettuare le infusioni oltre che delle anime per il servizio c'è anche bisogno di pietre, particolari tipi di titanite. Sembra che la maggior parte di esse siano state ottenute da un procedimento segreto dei maghi di Melfia (sebbene tutti i casi documentati fossero finiti in fallimento). L'infusione ha anche però degli aspetti negativi, dato che per aumentare un parametro, cala leggermente tutti gli altri (tuttavia l'aumento è maggiore del decremento). Le infusioni sono utili se si vogliono sfruttare le debolezze dei nemici, soprattutto dei boss.

### Patti
In Dark Souls 2 vi è la possibilità di stringere patti con diverse fazioni e seguire le regole del patto come uccidere altri giocatori online o aiutarli contro i boss in cambio di oggetti che, se donati al leader/altare del patto, sbloccano nuovi oggetti o abilità.

## Boss
Come nei capitoli precedenti, anche in Dark Souls II sono presenti molti boss da affrontare alcuni opzionali, altri obbligatori per proseguire nel gioco; i boss sono in tutto 32, mentre i tre DLC ne aggiungono 3 ciascuno:
- Ultimo Gigante: primo boss della Foresta dei Giganti Caduti, è anche il primo del gioco, opzionale se si decide di raggiungere la Bastiglia Perduta passando per Heide. Non è uno scontro molto difficile, ma in ogni caso è possibile evocare Pate il Morigerato prima dello scontro.
- Persecutore: secondo boss della Foresta dei Giganti Caduti, opzionale anche lui se si sceglie un'altra strada, si può incontrare in vari punti del gioco come miniboss, specialmente nella Scholar of the First Sin, dove perseguita, appunto, il giocatore. Attacca con colpi di spadone e magie oscure, ma può essere sconfitto velocemente con le balliste presenti nell'arena.
- Cavaliere dei Draghi (primo incontro): boss della Torre della Fiamma di Heide, opzionale se si raggiunge la Bastiglia dalla foresta. Non è molto veloce, ma i suoi attacchi sono pericolosi se non si sono attivate le due leve presenti nell'area, che aggiungono due anelli intorno alla piccola arena del boss, diminuendo il rischio di cadere in acqua. Si può evocare Glencour il Senzapadrone per facilitare lo scontro. Nella Cripta del Non Morto ricomparirà come miniboss.
- Vecchio Ammazzadraghi: una versione oscura e corrotta del cavaliere Ornstein del primo capitolo, questo boss è presente nella Cattedrale del Blu, e sconfiggendolo si può accedere al Patto delle Sentinelle del Blu. Le sue mosse sono le stesse di Ornstein l'Ammazzadraghi, ma invece del fulmine ora usa l'oscurità.
- Sentinella Flessibile: boss del Pontile Desolato, si tratta di una creatura con due torsi che impugnano armi differenti (uno due scimitarre, l'altro due randelli chiodati). La difficoltà non sta tanto nel boss quanto nella sua arena, che si allaga progressivamente rallentando i movimenti del giocatore. Si può comunque evocare Lucatiel di Mirrah, soprattutto per occuparsi dei due assassini presenti in NG+. Una sua versione più debole è presente all'inizio del Pinnacolo della Peccatrice.
- Sentinelle della Rovina Alessia, Ricce e Yahim: boss della Bastiglia Perduta, sono tre costrutti equipaggiati con una lunga alabarda e uno scudo circolare. Il primo si affronta da solo sopra una piattaforma, cadendo dalla quale si attivano gli altri due. Per facilitare lo scontro è possibile evocare Bellclaire la Pellegrina. Ricompaiono al Castello di Dangleic come miniboss.
- Gargoyle della Campana: boss del Campanile della Luna, sono cinque gargoyle che arrivano uno dopo l'altro. Non sono molto resistenti, infatti la pericolosità è data dal numero.
- Peccatrice Perduta: boss del Pinnacolo della Peccatrice e una delle quattro grandi anime. Lo scontro ricorda quello di Artorias nel primo capitolo, anche se qui l'arena buia rappresenta un ostacolo in più, dato che rende difficile mirare il boss. In NG+ ci saranno inoltre due Spettri Rossi ad aiutare la Peccatrice, che lascerà, oltre alla propria anima, anche l'Anima dell'Antica Strega, essendo una reincarnazione della Strega di Izalith. Si può evocare Lucatiel di Mirrah prima dello scontro.
- Signori degli Scheletri: boss del Boschetto del Cacciatore, si tratta di tre scheletri giganti con armi e stili di combattimento diversi; non sono molto difficili da battere, ma alla loro morte rilasceranno quattro scheletri minori di tipo diverso: con spada e scudo, con due falcioni e i temuti scheletri-ruota.
- Carro del Boia: boss del Purgatorio del Non Morto, accessibile dal ponte di legno del Boschetto del Cacciatore. L'arena è in pratica un circuito sul quale il boss continua a correre in senso antiorario, e mentre si cerca di arrivare alla leva per abbassare il cancello e fermare il carro, ci saranno due necromanti e diversi scheletri ad ostacolare il percorso. Una volta abbattuto il boia, si dovrà affrontare il cavallo bicefalo, debole al fuoco e quasi immune all'oscurità. In alternativa, si può rimanere in una delle nicchie dell'arena e colpire il carro con arco e frecce: una volta persa quasi tutta la vita, il cavallo non riuscirà a saltare il fossato del circuito, rimanendo appeso al bordo, aspettando il colpo di grazia del giocatore. Ricomparirà come miniboss al Castello di Drangleic.
- Demone della Cupidigia: primo boss del Picco Terrestre, si tratta di un mostro simile a Jabba the Hutt, che attacca saltando e rotolando. In ogni caso è uno dei boss più semplici del gioco, e nonostante i suoi attacchi tolgano molta vita, è difficile farsi colpire, e ancora più difficile farsi colpire ripetutamente.
- Mytha, la Regina Distruttiva: secondo boss del Picco Terrestre, Mytha è una specie di gorgone con attacchi sia fisici che magici. Se non si ha dato fuoco al mulino vicino al secondo falò della zona, l'arena sarà ricoperta dal veleno, aumentando considerevolmente la difficoltà. Le si può tagliare la coda, ma a differenza del gioco precedente, qui non si riceve nessun premio, se non quello di averle limitato gli attacchi. Si può evocare Thomas il Giullare per facilitare lo scontro.
- Demone della Forgia: primo boss del Forte Ferreo, è tuttavia opzionale, anche se saltarlo preclude l'accesso ad un falò. Questo demone è una creazione del Vecchio Re di Ferro, e attacca con una spada gigante; si potenzia due volte durante lo scontro, quasi subito dopo l'inizio, emettendo fiamme che danneggiano continuamente il giocatore e infondendo la sua spada di fuoco. Prima della nebbia si troverà il segno di evocazione di Lucatiel di Mirrah.
- Vecchio Re di Ferro: secondo boss del Forte Ferreo e una delle quattro grandi anime. Questo demone gigante attacca il giocatore rimanendo per metà nella lava, offrendo solo le sue braccia (e raramente la testa) come punto debole, dopo aver attaccato. In NG+ rilascia, oltre alla sua anima, anche l'Anima dell'Antico Re, segno che si tratta della reincarnazione di Lord Gwyn.
- Najka lo Scorpione: boss dei Boschi Ombrosi, simile a Queelag del primo capitolo ma con uno scorpione come corpo, invece di un ragno. Najka attacca con la sua lancia, le tenaglie e le due code (entrambe recidibili), ma anche con magie a ricerca. Si può evocare Tark l'Uomo Scorpione, ex compagno del boss, se gli si è precedentemente parlato con l'Anello dei Sussurri.
- Autorità Reale dei Topi: boss opzionale delle Porte di Pharros, serve per entrare del Patto del Re dei Topi. Questo ratto gigante (in realtà è più simile ad una iena) ha attacchi fisici e acidi, che danneggiano l'equipaggiamento. Insieme al boss ci saranno anche quattro ratti più "piccoli" che causano tossicità.
- Magus Predatore e Congregazione: considerato da molti come il "Girandola di Dark Souls II", essendo il boss più semplice del gioco, è comunque uno scontro obbligatorio per arrivare alla fine della Cava Pietralucente di Tseldora. Si tratta di uno stregone oscuro, due chierici e alcuni non morti, infatti l'unico pericolo è rappresentato dall'accerchiamento.
- Freja, l'Amata del Duca: secondo boss della Cava Pietralucente di Tseldora e una delle quattro grandi anime, si tratta di un ragno gigante corazzato con due teste, gli unici punti deboli; a complicare lo scontro ci saranno anche alcuni ragni minori, ma si può evocare Boyd, il Cavaliere della Cenere in proprio aiuto. In realtà la grande anima si trova sul cadavere del drago presente nell'arena, che infatti in NG+ rilascia anche l'Anima dell'Antico Drago Pallido, essendo una reincarnazione di Seath il Senzascaglie (o, meno probabilmente, Seath stesso).
- Avanguardia Reale dei Topi: boss opzionale della Tomba dei Santi sotto Majula, è necessario per raggiungere il Patto del Re dei Topi. All'inizio arriveranno dei grossi topi a orde, poi apparirà il boss vero e proprio, distinguibile dagli altri per una grossa cresta sulla schiena. Pur essendo un boss semplice se si viene accerchiati si rischia di essere storditi o pietrificati.
- Putrido: boss della Gola Nera e una delle quattro grandi anime, è un ammasso di corpi armato di mannaia e di magie oscure, e nell'arena sono presenti delle pozze di roccia lavica. in NG+ rilascia anche l'Anima dell'Antico Morto, essendo egli la reincarnazione del dio della morte Nito.
- Cacciatore Oscuro: boss finale del Patto dei Pellegrini dell'Oscurità, si trova nel terzo Baratro Oscuro. Questo angelo della morte usa magie oscure e infuocate, e giunto a metà vita si dividerà in due boss identici.
- Cavaliere dei Draghi (secondo incontro): coppia di boss nel Castello di Drangleic, uno è uguale a quello incontrato ad Heide (tranne ovviamente per i danni e la salute), mentre l'altro, di colore grigio e con meno vita, è armato di arco e frecce giganti e può essere battuto solo facendo distruggere al collega le colonne sopra le quali si è posizionato.
- Cavaliere dello Specchio: boss del Passaggio del Re, alla fine del Castello di Drangleic, è un cavaliere corazzato con una spada elettrica e uno scudo gigante a forma di specchio, dal quale evoca Spettri in suo aiuto (in teoria può evocare anche dei giocatori che aspettano al di fuori della sua nebbia).
- Demone del Canto: boss del Santuario di Amana, si tratta di una specie di batrace gigantesco con una orribile faccia simile ad un teschio, che nasconde con la corazza mentre attacca. Non è molto resistente, ma i suoi attacchi rapidi e poco prevedibili sono molto pericolosi. Una volta sconfitto rilascia la Chiave del Vincolato, che serve sia come arma sia per aprire la cella in cima al Castello di Drangleic.
- Velstadt, la Guardia Reale: boss della Cripta del Non Morto, è una delle due guardie del corpo di re Vendrick che appunto difende ciò che è rimasto del suo sovrano. Attacca con un'enorme mazza-campana, che infonde di oscurità quando raggiunge metà della vita. Si può evocare il Guardiano della Cripta Agdayne prima dello scontro.
- Vendrick: boss opzionale della Cripta del Non Morto, è l'ex sovrano di Drangleic, che, tradito e manipolato dalla sua regina, si è ritirato nella cripta ed ha perso il senno, diventando vuoto. Infatti si presenta come un gigante vuoto quasi nudo, con il suo equipaggiamento che giace in fondo all'arena. Al primo incontro non interagirà il giocatore, il quale dovrà attaccarlo per primo per far partire lo scontro. Non ha molti attacchi ma la sua resistenza ai danni è molto alta, infatti si possono trovare 5 Anime di Gigante (tre nei ricordi dei giganti, una nella Gola Nera e una dal Drago Antico) che riducono di molto le sue difese; nella Scholar of the First Sin sconfiggendolo prima di Nashandra si sblocca il finale alternativo. Con l'aggiunta dei DLC si può parlare con lui nei suoi ricordi, accessibili tramite l'armatura.
- Drago Guardiano: boss della Fortezza di Aldia, in realtà è una viverna (simile a quella del primo Dark Souls). Non è uno scontro difficile, tranne quando vola e si aggrappa alla gabbia intorno all'arena, sputando fuoco verso il giocatore.
- Drago Antico: boss opzionale del Santuario del Drago, inizialmente è un NPC che dona al giocatore la Nebbia cinerea per accedere ai ricordi dei giganti. Se attaccato diventa uno dei boss più ostici, per i suoi danni elevati e la resistenza a quasi tutti i tipi di danno. Un tempo si pensava fosse Aldia, il fratello di Vendrick, ma dopo la Scholar of the First Sin è confermato che si tratta in realtà di un suo costrutto.
- Signore dei Giganti: boss delle Memorie di Jeigh (le uniche memorie dei giganti obbligatorie per finire il gioco), è un gigante colossale con un lungo spadone e vestiti simili a quelli di Lord Gwyn. Lo scontro è abbastanza difficile, ma si possono evocare Benhart di Jugo o il Capitano Drummond (l'evocazione di uno preclude quella dell'altro). Secondo alcune teorie si tratta dello stesso Ultimo Gigante che si affronta all'inizio del gioco (motivo per cui il primo boss si scaglia così violentemente contro il giocatore). Una volta ucciso lascia la Fratellanza dei Giganti, necessaria per affrontare il boss finale.
- Guardiano del Trono e Custode del Trono: coppia di boss che si trova nell'arena del boss finale, nel Trono del Desiderio. Attaccano con veloci attacchi magici ed elettrici, e se uno dei due viene sconfitto, l'altro lo resusciterà in poco tempo. Si possono evocare Benhart di Jugo e la Testa di Vengarl prima dello scontro.
- Nashandra: boss finale del gioco, è la regina di Drangleic, che ha manipolato Vendrick per spingerlo a rubare ai giganti la loro Fratellanza. In realtà è un frammento di Manus, il Padre dell'Abisso del capitolo precedente, e rappresenta il desiderio di potere degli uomini (nei DLC si vedrà come anche le sue "sorelle" rappresentano un peccato o un difetto umano). Attacca con una grossa falce e con magie oscure che maledicono, ma non è un boss eccessivamente difficile. Uccidendola si accede al finale del trono.
- Aldia, Studioso del Peccato Originale: boss finale alternativo, aggiunto con la Scholar of the First Sin. Si tratta del fratello di re Vendrick, che, grazie alle sue doti scientifiche, commise molti esperimenti (alcuni decisamente immorali, come la creazione di buona parte delle aberrazioni che si combattono nel gioco) per trovare il significato dell'anima, ma rimase bloccato nei falò diventando una creatura legnosa infuocata. Inizialmente è un NPC, che compare "esplodendo" nell'ultimo Falò Primordiale che si accende, nella Cripta del Non Morto e nel Santuario del Drago. Se si uccide Vendrick prima di Nashandra, Aldia apparirà come boss finale, e una volta sconfitto offre al giocatore una via alternativa al continuo ciclo di morte e rinascita.

## Boss dei DLC
Le tre espansioni di Dark Souls II aggiungono tre boss ciascuno, due obbligatori e uno facoltativo; i boss facoltativi si trovano alla fine di speciali zone multigiocatore, pensate per essere affrontate in coop anche con chi non possiede i DLC (infatti le zone di evocazione speciale sono situate prima dell'entrata effettiva dell'espansione). Questo rende sia le zone multigiocatore, sia i loro boss estremamente ostici e spesso frustranti, se affrontati da soli. 

### Crown of the Sunken King
- Elana, Regina dello Squallore: primo boss del Santuario del Drago, è la sorella di Nashandra e proviene dal frammento di Manus che incarna l'ira. Può attaccare con la sua alabarda o con la magia oscura, ma la mossa più pericolosa sono le evocazioni, dato che Elana può chiamare in suo aiuto degli scheletri, una copia (più debole) del boss Velstadt, oppure dei maialini (un easter-egg abbastanza raro).
- Sinh, il Drago Dormiente: secondo boss del Santuario del Drago, si trova subito dopo Elana. Questo boss è un grande drago bianco che sputa fuoco avvelenato, con una serie di attacchi simili a Kalameet del primo capitolo (ma non altrettanto pericoloso). Una volta sconfitto si può raccogliere la Corona del Re Sommerso. Anche a lui si può tagliare la coda, ma non avendo alcuna ricompensa è una scelta puramente tattica.
- Tombarola afflitta, Varg l'Antico Soldato e Cerah il Vecchio Esploratore: sono tre cacciatori di tesori situati in fondo alla Caverna dei Morti, la zona multigiocatore del primo DLC. La Tombarola possiede l'armatura di Alva e due katane, Varg ha l'equipaggiamento completo di Havel, mentre Cerah combatte con la maschera di Lucatiel e un Arco Ammazzadraghi. Dato che affrontarli tutti e tre insieme è abbastanza ostico, l'arena irregolare permette di dividerli e combatterli uno alla volta, semplificando così lo scontro.

### Crown of the Old Iron King
- Cavaliere della Nebbia: boss della Torre Nebbiosa e unico scontro obbligatorio, il Cavaliere della Nebbia è Raime, uno delle due guardie del corpo di re Vendrick; sconfitto dal suo ex collega Velstadt, si rifugiò nella Torre Nebbiosa, dove trovò un nuovo potere in Nadalia, Sposa della Cenere (sorella di Nashandra che rappresenta la tristezza e la solitudine). Questo boss è uno dei più difficili dell'intero gioco, dato che i suoi danni sono elevati, specialmente dopo l'infusione del suo spadone con le fiamme oscure. Se si entra nell'arena con un pezzo dell'equipaggiamento di Velstadt, il boss inizierà già con lo spadone potenziato. Dopo averlo sconfitto si può ottenere la Corona del Vecchio Re di Ferro.
- Sir Alonne: boss opzionale alla fine delle Memorie del Vecchio Re di Ferro, accessibile dall'armatura luminescente in cima alla Torre Nebbiosa, dopo aver battuto Raime. Questo grande samurai era il braccio destro del Re di Ferro, e attacca rapidamente con la sua lunga katana. Se lo si riesce a battere senza mai farsi colpire, invece di cadere a terra, Alonne eseguirà un seppuku, il suicidio dei samurai.
- Demone della Forgia: boss alla fine del Tunnel di Ferro, è la copia (più potente) del boss del Forte Ferreo, tranne per la forma delle corna e per le fiamme di colore blu, che fanno danno magico.

### Crown of the Ivory King
- Aava, Famiglio del Re: boss di Eleum Loyce, si tratta di un gigantesco smilodonte bianco, che attacca con zanne, artigli e magie glaciali. Se affrontato senza aver trovato l'Occhio della Sacerdotessa, è completamente invisibile, cosa che rende lo scontro quasi impossibile.
- Re d'Avorio bruciato: boss finale del terzo DLC, si trova sotto la Cattedrale, nel Caos Antico. Prima del boss arriveranno alcuni cavalieri bruciati, che possono essere battuti con l'aiuto dei Cavalieri di Loyce che si trovano in giro nella mappa. Il boss attacca velocemente con il suo spadone glaciale, ma con un po' di attenzione non è uno scontro difficile. Una volta sconfitto si può ottenere la Corona del Re d'Avorio.
- Lud e Zallen, Famigli del Re: boss opzionale dei Campi Glaciali, sono due smilodonti simili ad Aava ma di colore nero. Le loro mosse sono identiche a quelle del primo boss, ma se uno dei due dovesse morire, l'altro entrerà in uno status di berserk.

## Personaggi
Il gioco è pieno di personaggi non giocanti che aiuteranno o, in alcuni casi, ostacoleranno il giocatore. Alcuni di essi fungono da mercanti, possono essere evocati e fornire supporto durante gli scontri con determinati boss o introducono al giocatore i patti presenti. Segue una lista di quelli più importanti e ai quali si può rivolgere la parola.
- Milibeth e le Guardiane del Fuoco: I primi personaggi incontrati dal giocatore. Si trovano nella zona iniziale, la Via di Passaggio, e sono loro a donare al giocatore la sua prima Effigie umana (oggetto che ripristina l'umanità del protagonista). Ritornando alla Via di Passaggio se si è in possesso dell'Anello del Re permettono la riassegnazione dei livelli se si è in possesso di un Ricettacolo delle anime.
- Araldo dello Smeraldo/Shanalotte: Una donna incappucciata che si trova proprio davanti al falò principale di Majula, dove il protagonista arriva dalla Via di Passaggio. Dà alcune informazioni generali al protagonista appena arrivato, e donerà al giocatore la sua prima fiaschetta Estus (oggetto di recupero ripristinabile riposando ai falò). Oltre a ciò, permetterà al giocatore di salire di livello, e potenzierà la fiaschetta Estus tramite frammenti trovati dal giocatore.
- Fabbro Lenigrast: Fabbro situato a Majula. Inizialmente starà a sedere vicino ad una casa chiusa a chiave, che una volta aperta dal giocatore gli permetterà di cambiare postazione e incominciare a lavorare, potrà così riparare e rinforzare le armi del giocatore. È il padre di Chloanne la venditrice di Minerali, ma non la riconoscerà in quanto molti personaggi all'interno di Majula hanno difficoltà a ricordare il proprio passato e il come hanno raggiunto questo posto.
- Crestfallen Saulden: Cavaliere che si trova seduto alla destra dell'obelisco sulla collina di Majula. Permette di stringere il patto della Via del Blu.
- Shalquoir: Gatta parlante che si trova all'interno di una delle case a Majula. Da lei è possibile visionare lo stato dei patti che si sono stretti durante la partita e acquistare degli anelli.
- Maughlin l'armaiolo: Mercante situato in una delle case di Majula. All'inizio il suo inventario sarà molto scarso, ma più il giocatore acquisterà da lui, più merce metterà in vendita, tra le quali le armature di alcuni boss.
- Melentia la Strega Mercante: Mercante che si trova la prima volta nella Foresta dei Giganti Caduti. Una volta esauriti i dialoghi, si sposterà a Majula una volta sconfitto l'Ultimo Gigante. In questa occasione cambieranno anche gli oggetti che vende, aumentando anche lei la merce in vendita, in particolare le armature degli NPC uccisi.
- Pate il Morigerato: Personaggio all'inizio situato nella Foresta dei Giganti Caduti, a destra di una cancellata, che chiederà al giocatore di entrare all'interno di alcune rovine della Foresta. Parlandogli nuovamente una volta fatto ciò ed esauriti i dialoghi, donerà al giocatore la Pietra bianca (oggetto per il multiplayer) e sarà possibile trovare il suo segno di evocazione prima dello scontro con l'Ultimo Gigante. Sarà ritrovabile all'interno del Picco Terrestre, dove chiederà al giocatore di aprire una porta dietro la quale è possibile trovare una stregoneria. Se durante il corso del gioco il giocatore avrà parlato ogni volta anche con Creighton, sarà possibile reincontrare Pate nella Cava Pietralucente di Tseldora, impegnato a combattere proprio contro Creighton. Una volta sconfitto uno dei due, si otterrà la chiave del loro covo all'interno della cava.
- Cale il cartografo: Viene incontrato per la prima volta in una grotta della Foresta dei Giganti Caduti. Esauriti i suoi dialoghi, donerà la chiave della magione di Majula, dove lo si potrà ritrovare all'interno nei sotterranei davanti alla mappa di Drangleic.
- Licia di Lindelt: Mercante e maestro di miracoli situato nella Torre della Fiamma di Heide. Parlandole più volte ed esauriti i dialoghi, Licia si trasferirà sotto Majula, nella stanza dove è situato il meccanismo che sposta il percorso dalla Torre della Fiamma di Heide al Boschetto del Cacciatore. Utilizzando l'oggetto "Globo dell'occhio infranto" (rinvenibile nella Cripta del Non Morto) nella suddetta stanza, si potrà invadere il suo mondo e ucciderla per ottenere la chiave con cui, dietro pagamento, apriva il passaggio per il Boschetto.
- Sentinella Blu Targray: Leader del patto delle Sentinelle Blu e mercante, lo si può trovare nella Cattedrale del Blu della Torre della Fiamma di Heide. Parlerà al giocatore e gli permetterà di diventare una Sentinella Blu solo se questi possiede un Segno di Fedeltà, oggetto ottenibile venendo evocati da un giocatore e aiutandolo a sconfiggere un boss.
- Lucatiel di Mirrah: Personaggio incontrabile più volte nel corso del gioco. Ogni volta che il giocatore le parlerà, la potrà evocare più volte nel corso della storia contro diversi boss. Una volta completata la sua missione secondaria, comparirà per l'ultima volta nella Fortezza di Aldia, dove consegnerà al giocatore la sua armatura.
- Rosabeth di Melfia: Mercante e maestro di piromanzie situato a Majula, sulla via che conduce ai Boschi Ombrosi. La si troverà pietrificata proprio davanti alla leva che apre la porta per proseguire, e bisognerà quindi liberarla con un Ramo Profumato del Passato. Una volta liberata, chiederà al giocatore di darle qualcosa da indossare, in quanto i suoi vestiti sono tutti stracciati. Fatto ciò si sposterà a vicino al pilastro presente a Majula. Oltre che ad alcune piromanzie, vende anche oggetti consumabili e anelli di rinforzo contro vari elementi. Inoltre può migliorare la Fiamma della Piromanzia del personaggio tramite i Semi del Fuoco. Dai suoi dialoghi, si scopre inoltre che ha dei legami con Carhillion del Profondo.
- Gavlan: Mercante che vende oggetti relativi al veleno e da cui sarà possibile vendere oggetti in cambio di anime. È possibile incontrarlo nel Pontile Desolato, nella Valle del Raccolto e nelle Porte di Pharros, stabilendosi infine definitivamente in quest'ultima.
- Carhillion del Profondo: Stregone situato all'inizio nel Pontile Desolato su una banchina. Il giocatore potrà parlarci solo se avrà almeno 8 di Intelligenza, e venderà alcuni oggetti e stregonerie. Una volta esauriti i dialoghi, si trasferirà a Majula. Sarà anche evocabile come alleato nella battaglia contro il Cavaliere della Nebbia nel DLC "Crown of the Old Iron King".
- McDuff Manosalda: Fabbro la cui bottega è situata nella Bastiglia Perduta e che è inizialmente inattivo. Una volta reperito il Tizzone Smorto, si metterà al lavoro e potrà infondere le armi con ogni elemento disponibile nel gioco.
- Straid di Olaphis: Mercante e maestro che si trova in una cella della Bastiglia Perduta, con il quale si potranno scambiare le anime dei boss per armi e magie. La prima volta che lo si incontra sarà pietrificato, e perciò si dovrà usare un Ramo Profumato del Passato per depietrificarlo.
- Custode della Campana: Leader del Patto dei Custodi della Campana. Lo si può incontrare all'ingresso del Campanile della Luna nella Bastiglia Perduta oppure nel Campanile del Sole situato nel Forte Ferreo.
- Benhart di Jugo: Personaggio incontrabile più volte nel gioco e che offrirà il suo aiuto contro diversi boss. Una volta completata la sua missione secondaria, comparirà per l'ultima volta all'interno delle Memorie di Orro, dove consegnerà il suo equipaggiamento.
- Creighton: Incontrabile più volte nel gioco come Pate, al quale è legata la sua missione secondaria, si trova per la prima volta dentro una cella nel Boschetto del Cacciatore, di cui bisognerà avere la chiave per aprirla. Lo si reincontra nei Boschi Ombrosi, e una volta esauriti i suoi dialoghi si sposterà nella Cava Pietralucente di Tseldora, impegnato a combattere contro Pate. Una volta sconfitto uno dei due, si otterrà la chiave del loro covo all'interno della cava.
- Felkin il Reietto: Mercante e maestro situato all'ingresso del Boschetto del Cacciatore. Venderà alcuni oggetti e malocchi, ma il giocatore gli potrà parlare solo se avrà 8 in Intelligenza e 8 in Fede.
- Grenn il Minuscolo: Mercante e leader della Patto Fratellanza del Sangue. Lo si potrà incontrare nel Purgatorio del Non Morto, dopo lo scontro con il Carro del Boia. Per potergli parlare e accedere al suo patto, il giocatore dovrà essere in possesso di un Segno del rancore, oggetto ottenibile invadendo e uccidendo un giocatore nel suo mondo.
- Chloanne la venditrice di Minerali: Figlia del Fabbro Lenigrast, la si incontra la prima volta nella Valle del Raccolto. Una volta esauriti i suoi dialoghi si trasferirà a Majula. Una volta ottenuto l'Anello del re, metterà in vendita ogni sorta di minerale e materiale necessario alle modifiche delle armi.
- Gilligan della Scala: Mercante situato nel Picco Terrestre dove, dietro pagamento di 2.000 anime, aiuterà il giocatore a scendere su un camminamento esterno piazzandovi una scala. Dopo gli eventi del Picco Terrestre lo si ritrova a Majula, seduto davanti al pozzo. Anche in questa occasione dietro pagamenti di un certo numero di anime piazzerà un diverso tipo di scala all'interno del pozzo, con la quale accedere allo Scolo o alla Tomba dei Santi. Più è alto il pagamento, più la scala sarà lunga.
- Re Ratto: Leader del Patto del Re Ratto, lo si potrà incontrare nella Tomba dei Santi dopo aver battuto l'Avanguardia Reale dei Topi o nelle Porte di Pharros dopo aver battuto l'Autorità Reale dei Topi.
- Grandahl il Cercatore Oscuro: Mercante e leader del Patto dei Pellegrini dell'Oscurità. Lo si potrà incontrare in tre differenti locazioni e per aderire al patto gli si dovrà parlare tutte e tre le volte che lo si incontra. Una volta che il giocatore gli avrà parlato per tutte e tre le volte, gli consentirà di aderire al patto e metterà in vendita alcuni oggetti.
- Magerold di Lanafir: Mercante situato nel Forte Ferreo. Con lui si potrà anche stringere il Patto dei Resti del Drago, dopo avergli portato l'Uovo di Drago Pietrificato rinvenibile nel Santuario dei Draghi.
- Testa di Vengarl: Localizzato in una radura nella nebbia dei Boschi Ombrosi, Vengarl è un venditore di armi e alleato in alcuni scontri con i boss. Dopo aver sconfitto il suo corpo dopo lo scontro con Freja, metterà in vendita ulteriori armi.
- Ornifex l'Armaiolo: Il terzo fabbro presente nel gioco. Rappresentata come una delle arpie presenti nel primo Dark Souls, la si incontra nei Boschi Ombrosi, dove si dovrà usare la Chiave a Zanna per liberarla. Successivamente si sposta nella Cava Pietralucente di Tseldora, dove con lei si potranno scambiare le anime dei boss per le loro relative armi.
- Tark l'Uomo Scorpione: Metà uomo e metà scorpione, lo si incontra nelle rovine dei Boschi Ombrosi. Parla una lingua sconosciuta, comprensibile solo indossando l'Anello dei Sussurri. Se gli si parla prima dello scontro con Najka lo Scorpione, lo si può evocare come alleato. Dopo aver affrontato Najka, donerà un Ramo Profumato del Passato, mentre, dopo aver affrontato Freja, dona un prezioso anello.
- Cromwell l'Assolutore: Assolutore rintracciabile all'interno della chiesa dopo lo scontro con Magus Predatore e Congregazione. Oltre che all'assoluzione dei peccati si occupa anche della vendita di alcuni oggetti e miracoli.
- Cancelliere Wellager: Fantasma situato all'entrata del Castello Drangleic. Oltre a raccontare una serie di eventi relativi al re e alla regina, vende degli oggetti che aumenteranno dopo la sconfitta del Cavaliere dello Specchio. Dopo la sconfitta del Signore dei Giganti, Wellager donerà due armi uniche.
- Nashandra: Regina di Drangleic, la incontrerete in forma umana nel Castello Drangleic appena prima di affrontare i due Cavalieri dei Draghi. Una volta entrati nel Trono del Desiderio, è affrontabile come boss finale del gioco.
- Milfanito: Quattro NPC femminili presenti nel Santuario di Amana e nel Castello Drangleic, il cui scopo è quello di cantare per calmare i nemici presenti ad Amana.
- Agadyne il Guardiano della Cripta: Mercante situato nella parte interna della Cripta del Non Morto, in una stanza buia. Se si accede alla sua zona con una torcia accesa, lui e le sue guardie diventeranno ostili e attaccheranno. Sarà possibile trovare il suo segno di evocazione prima dello scontro con Velstadt, la Guardia Reale.
- Stregone Reale Navlaan: Mercante e maestro di stregonerie che si trova all'interno della Fortezza di Aldia, dietro ad un muro di nebbia. Per poterci parlare, avviare la sua quest e comprare i suoi oggetti bisogna essere necessariamente in forma non morta. Navlaan quindi assegnerà al giocatore degli incarichi di uccisione di svariati altri personaggi. Adiacente al corridoio in cui è rinchiuso, è presente una leva che permette di sbloccare il muro di nebbia e di liberarlo. Liberandolo, Navlaan metterà in vendita i suoi oggetti ma, per contro, non verrà attivata la sua quest, e lui diventerà uno spettro oscuro che invaderà il giocatore in 6 punti specifici del gioco.
- Drago Antico: Drago gigantesco situato in cima al Santuario dei Draghi, che donerà al giocatore il Cuore della Nebbia Cinerea. Se viene attaccato diventa aggressivo e bisognerà affrontarlo come boss.
- Capitano Drummond: Personaggio presente nelle Memorie di Vammar. Se il giocatore gli parla a sufficienza, potrà trovare il suo segno di evocazione prima dello scontro con il Signore dei Giganti. Evocarlo significherà non poter evocare Benhart di Jugo per quello stesso scontro. Una volta sconfitto il Signore dei Giganti, donerà l'Elmo di Drangleic come ricompensa.
- Alsanna l'Oracolo Silente: Personaggio esclusivo del DLC Corona del Re d'Avorio. Nata come Nashandra, Elana e Nadalia da un frammento del Padre dell'Abisso, la si può trovare nella Grande cattedrale, dopo aver sconfitto Aava. Parlarle farà cessare la bufera su Eleum Loyce, liberando le zone dapprima ostruite dal ghiaccio. Dopo la sconfitta del Re d'Avorio bruciato, basterà disporre di 50 anime di Loyce per ottenere i pezzi dell'armatura di Loyce e la sua anima.

## Gadget
Sono disponibili per l'occidente due edizioni limitate del gioco, la Collector Edition e la Black Armour Edition.
La Collector Edition include una statuina del Cavaliere Guerriero di 30 cm e 450 g di peso, un artbook, una grande mappa a colori in tessuto contenente la mappa di gioco, e la Black Armour Edition.
La Black Armour Edition è un bonus gratuito per chi ha preordinato il gioco, contenente una custodia di metallo, un disco con la colonna sonora realizzata da Motoi Sakuraba e il Black Armour Weapons Pack, un codice per riscattare armi e scudi che saranno ottenibili da chi non ha preordinato il gioco, solo in una fase più avanzata del gioco, comprabili da un NPC.
La Collectors Edition giapponese, invece, al posto della statuina include dei modellini di armi e scudi in miniatura.

## Negli altri media
Namco Bandai Games e FromSoftware hanno collaborato con alcuni rinomati autori per la realizzazione di un fumetto ispirato al gioco, intitolato Dark Souls II: Into the Light, pubblicato gratuitamente online dall'8 gennaio 2014. La trama è scritta da Rob Williams e Andi Ewington, mentre la grafica è realizzata da Simon Coleby.

## Contenuti aggiuntivi

### The Lost Crowns Trilogy
Nel giugno 2014 Bandai Namco ha annunciato il DLC Dark Souls II: The Lost Crowns Trilogy, composto da tre episodi: Crown of the Sunken King, Crown of the Old Iron King e Crown of the Ivory King, in uscita rispettivamente il 22 luglio, il 26 agosto e il 30 settembre 2014. Le tre avventure sono ambientate in nuovi ambienti diversi da quelli presenti nel gioco originale e portano il giocatore alla ricerca delle corone un tempo appartenute a dei re da tempo ormai dimenticati.

### Scholar of the First Sin
La nuova versione di Dark Souls II, sottotitolata Scholar of the First Sin, include tutti e tre i DLC, nuovi eventi di gioco che ampliano la storia, nuovi personaggi non giocabili e nemici, miglioramenti nel gameplay e miglioramenti grafici per PlayStation 4, Xbox One e Microsoft Windows. L'uscita è avvenuta il 2 aprile 2015 in Europa e il 7 aprile negli Stati Uniti.

## Accoglienza
| Testata                          | Versione | Giudizio |
| -------------------------------- | -------- | -------- |
| Metacritic (media al 05/01/2022) | PC       | 91/100   |
| Metacritic (media al 05/01/2022) | PS3      | 91/100   |
| Metacritic (media al 05/01/2022) | X360     | 91/100   |
| CVG                              | PS3      | 10/10    |
| Edge                             | PS3      | 9/10     |
| Famitsū                          | —        | 37/40    |
| Game Informer                    | PS3      | 9.75/10  |
| GameRevolution                   | PS3      | 9/10     |
| Gamespot                         | PS3      | 9/10     |
| IGN                              | PS3      | 9/10     |
| PC Gamer                         | PC       | 91/100   |
| Polygon                          | PS3      | 9/10     |

Il gioco è stato elogiato dalla critica internazionale ricevendo sempre valutazioni elevate, sfiorando l'eccellenza in più occasioni.

### Vendite
In poco più di un anno dalla sua uscita, Dark Souls II ha venduto oltre 2,4 milioni di copie in tutto il mondo.